# Олізарка
Оліза́рка — село в Україні, у Житомирському районі Житомирської області. Населення становить 177 осіб.

## Історія
Олізарка у ХІХ — на початку ХХ сторіччя мало інші назви — Олізарівка, Єлізарівка.
У 1906 році — село Пулинської волості Житомирського повіту Волинської губернії. Відстань від повітового міста 40 верст, від волості 13. Дворів 13, мешканців157.
За часів московської окупації України після втрати незалежності у визвольних змаганнях 1918—1920 років село Олізарка неодноразово змінювало своє адміністративне підпорядкування. Із 07 березня 1923 — село Пулинського району, із 1 вересня 1925 — село Довбишського району, із 9 вересня 1926 — село Мархлевського району, із 17 жовтня 1935 — село Червоноармійського району, із 14 травня 1939 — село Щорського району, із 15 серпня 1944 — село Довбишського району, із 28 листопада 1957 — село Дзержинського району, із 20 березня 1959 — село Червоноармійського району, із 30 грудня 1962 — село Новоград-Волинського району, із 4 січня 1965 — село Житомирського району, із 8 грудня 1966 — село Червоноармійського району.
Із 1923 року село підпорядковувалось Олізарівській (Єлізарівській) сільській раді Пулинського району з центром в Олізарівці, до якої належали села Олізарівка (405 мешканців), Михайлівка (180 мешканців) (станом на 1 жовтня 1941 року на обліку не значиться), Майхерівка (285 мешканців) (станом на 1 жовтня 1941 року на обліку не значиться) та колонія Майхерівка (133 мешканці) (станом на 1 жовтня 1941 року на обліку не значиться).
Восени 1936 року із села до Карагандинської області Казахстану радянською владою було переселено 50 родин (237 осіб), з них 39 — польських і 11 — німецьких. Серед виселених 150 дорослих і 87 дітей.
Із 11 серпня 1954 року село підпорядковувалось В'юнківській сільській раді.

## Відомі люди
- Алексюк Анатолій Миколайович (нар.1932) — український науковець.